# 聚珍社
聚珍社（しゅうちんしゃ）は、1991年8月に設立された日本の校正会社。校正・校閲を中心として、外国語翻訳、編集制作・DTP、電子情報処理、グラフィックデザインなどを主な事業としている。株式会社の形態を取ってはいるが協同組合的な要素が強く、オーナーは存在せず構成員（会員）の持ち株を基盤としている。

## 関連人物
- 三上治
- 府川充男
- 倉阪鬼一郎